# Полиция России (журнал)
«Полиция России» (с апреля 2011) — название журнала, ежемесячного официального печатного органа Министерства внутренних дел Российской Федерации.

## История
Учреждён в 1922 году и за время своего существования сменил ряд названий:
- 1922−1955 Рабоче-крестьянская милиция;
- 1955−1991 Советская милиция;
- 1991−апрель 2011 Милиция.

### Авторы, издававшиеся в журнале
Аркадий и Георгий Вайнеры
Александра Маринина